# Chromodoris annae
Il cromodoride di Anna (Chromodoris annae Bergh, 1877) è un mollusco nudibranco della famiglia Chromodorididae.

## Descrizione
Corpo blu finemente puntinato di nero, righe nere lungo il corpo, bordi del mantello bianco-giallo e arancio. Rinofori, branchie e organi riproduttori giallo-scuro o arancio-scuro.

## Distribuzione e habitat
Indonesia e isole Filippine, fino a circa 30 metri di profondità.